# Ahacij Sebriaški
Ahacij Sebriaški, znan tudi pod imeni Ahacio de Sobriach, Ahacius Sebriacher de Sachlleck, Ahacius de Sebriach, Ahacius Sebriacher de Sebriach,  škof, * Šalek pri Velenju, † 1500, Trst, Ljubljana.

## Življenje
Valencij Sebriaški se je rodil v plemiško družino Sebriaških, kateri so od leta 1428 (razen v letu 1437) nadzorovali Grad Šalek in s tem večji del vzhodne polovice Šaleške doline. Pod latinizirano inačico svojega imena se je kot A. Sebriacher de Sachlleck vpisal leta 1466 na Univerzo na Dunaju, kjer se v zapisih univerzitetnih matrik pojavlja tudi pod imenoma Ahacius de Sebriach in Ahacius Sebriacher de Sebriach. Leta 1468 je dosegel artistični bakalavreat, tedaj najnižjo stopnjo formalne izobrazbe, spomladi leta 1470 pa licenat, s čimer je pridobil naziv magister artium. Kasneje je v letih 1475–1479 študij nadaljeval na univerzi v Padovi, leta 1486 je služboval kot župnik v Laškem. 9. junija 1486 je bil uradno maziljen in s tem imenovan za tržaškega škofa, to funkcijo pa je opravljal do svoje smrti. Kot slednji je za čas svojega življenja deloval kot ugleden humanist in bil tako pomemben ne le v slovenskem, temveč tudi v širšem evropskem prostoru. Natančnega datuma njegove smrti ni znan, a se predvideva, da je umrl leta 1500.